# Ballusia
La ballusia (gen. Ballusia) è un mammifero carnivoro estinto, appartenente agli ursidi. Visse nel Miocene inferiore (circa 19 - 16 milioni di anni fa) e i suoi resti fossili sono stati ritrovati in Europa e Asia.

## Descrizione
Questo genere di ursidi arcaici comprendeva specie dalle dimensioni variabili, da quelle di una martora a quelle di un grosso cane. Lo scheletro è ben conosciuto per la specie Ballusia orientalis, rinvenuta in Cina. Il tronco era lungo e flessibile, gli arti erano allungati, i piedi lunghi e probabilmente digitigradi (al contrario di quelli degli ursidi successivi). Il cranio era già relativamente corto, ed era dotato di una dentatura dotata di denti carnassiali poco sviluppati. Il carnassiale superiore era ancora tagliente, mentre quello inferiore era dotato di un trigonide acuminato e di un talonide largo e dalla superficie triturante. Il primo molare superiore e il secondo inferiore erano larghi, allungati e più voluminosi dei denti carnassiali. Gli ultimi molari, per quanto piccoli, erano comunque ben sviluppati. La specie B. elmensis, conosciuta principalmente per resti della dentatura, possedeva il secondo molare superiore ellittico e dotato di un talonide breve ma allargato; il primo molare inferiore, invece, ricordava quello degli emicionidi, un gruppo di carnivori miocenici affini agli ursidi.

## Classificazione
Il genere Ballusia venne istituito nel 1998 per accogliere una specie di urside miocenico, precedentemente attribuita al genere Ursavus (U. elmensis), inizialmente descritta da Stehlin nel 1917 e proveniente dalla Germania. Nello studio del 1998, anche la specie U. orientalis, descritta nel 1985 e conosciuta per uno scheletro completo, venne attribuita a questo genere. Un'altra specie poco conosciuta di Ursavus, proveniente dalla Francia (U. hareni), potrebbe essere in realtà una specie di Ballusia. Nel 2019 è stata descritta un'altra specie, B. zhegalloi, rinvenuta in Russia e in Mongolia.
Secondo lo studio di Ginsburg e Morales del 1998, Ballusia rappresenterebbe il più antico e basale rappresentante della sottofamiglia Ursinae, che comprende tutti gli orsi attuali a eccezione dell'orso dagli occhiali e del panda gigante.